# Henrik Freischlader
Henrik Freischlader (* 3. November 1982 in Köln) ist ein deutscher Bluesgitarrist und -sänger.

## Leben und Wirken
Bereits in früher Kindheit begann Henrik Freischlader, Gitarre und Schlagzeug zu spielen. Darüber hinaus spielt er auch Bass und diverse andere Instrumente, deren Beherrschung er sich autodidaktisch aneignete. Erste Erfolge als Gitarrist und Sänger verzeichnete Henrik Freischlader mit diversen Blues-Bands, darunter Lash und Bluescream, vor allem im Bergischen Land und am Niederrhein. Seine Hauptwirkungsstätte war sein damaliger Wohnort Wuppertal. Der Durchbruch auf nationaler Ebene gelang ihm mit dem im März 2006 bei ZYX Music erschienenen Album The Blues der 2004 gegründeten Henrik Freischlader Band, deren Mitglieder neben ihm Oliver Schmellenkamp am Bass und zunächst Daniel Guthausen, dann Dirk Sengotta und ab 2012 Björn Krüger am Schlagzeug waren. Ende 2014 löste Freischlader die Band nach der Night Train to Budapest Farewell Tour auf – letzte Mitglieder waren Theofilos Fotiadis (Bass), Dirk Sengotta (Schlagzeug) und Moritz Fuhrhop (Hammond-Orgel). 2016 tat er sich mit Alex Grube (Bass) und Carl-Michael Grabinger (Schlagzeug) zusammen und nahm unter dem Namen Henrik Freischlader Trio das Album Openness auf.
2009 gründete Freischlader sein eigenes Musiklabel Cable Car Records, mit dem er nach eigenem Bekunden „seine musikalischen Projekte und Experimente verwirklichen“ will. Seine Studio-Soloalben hat er quasi im Alleingang eingespielt. Auf seinem Album Still Frame Replay wirkt Joe Bonamassa mit. Seit einigen Jahren arbeitet Freischlader als Multiinstrumentalist und Komponist auch mit anderen Künstlern zusammen. Zudem produzierte er vier Alben für die kanadische Künstlerin Layla Zoe sowie zwei für den Saxophonisten und Sänger Tommy Schneller.
2017 gründete er wieder eine neue Henrik Freischlader Band, der außer ihm Moritz Meinschäfer (Schlagzeug), Harrison Larner-Main (Gesang und Gitarre), Armin Alic (Bass), Dániel Szebényi (Keyboard), Marco Zügner (Saxofon), Linda Sutti und Joanne Kasner (beide Gesang) angehören. Zwischenzeitlich haben die beiden Sängerinnen und Larner-Main die Band wieder verlassen. Szebényi wurde zwischenzeitlich durch Roman Babik ersetzt. Mit den verbleibenden Musikern tourte Freischlader durch Deutschland und die umgebenden Länder.
Seit 2018 ist er außerdem Gitarrist in der Liveband von Helge Schneider. Dessen Album Partypeople erschien 2019 bei Freischladers Plattenfirma Cable Car Records.
Nach zwei Jahren coronabedingter Live-Zwangspause ging die Henrik Freischlader Band 2022 und 2023 wieder als Quartett auf Tournee: Neben Freischlader standen Armin Alic am Bass, Hardy Fischötter am Schlagzeug und Moritz „Mr. Mo“ Fuhrhop an der Hammondorgel auf der Bühne. Freischlader kündigte an: „Es geht wieder mehr Richtung Bluesrock“. 
Das Kapitel "klassisches Bluesrock-Quartett" ist zwischenzeitlich ein weiteres Mal beendet: Armin Alic ist aus der Band ausgeschieden und auch Hardy Fischötter ist nicht mehr dabei. Moritz Fuhrhop verstarb am 23. November 2024 im Alter von 44 Jahren an einer Krebserkrankung. Seit Mitte 2024 spielt die Freischlader Band live als Trio mit Leon Mucke am Schlagzeug und (je nach Verfügbarkeit) mit entweder René Pütz oder Theofilos Fotiadis am Bass.
Henrik Freischlader lebt nach einigen Jahren in Kiel wieder in seiner Heimatstadt Wuppertal.

## Einflüsse
Musikalische Einflüsse stellen u. a. Stevie Ray Vaughan, Jimi Hendrix und Gary Moore dar. Der Einfluss von Gary Moore zeigt sich auch daran, dass Henrik Freischlader 2017 das Gary-Moore-Tributealbum Blues for Gary herausbrachte, bei dem die beiden früheren Gary-Moore-Mitmusiker Pete Rees (Bass) und Vic Martin (Keyboard) sowie der Moore-Bruder Cliff Moore (Gitarre) mitwirkten.

## Equipment
Freischlader spielt seit seinem ersten Album Realtone-Verstärker, deren Entwickler Andreas Breuhaus für Freischlader ein Signature-Modell entwickelte. Freischladers Hauptgitarre ist eine Haar-Stratocaster in der Farbe Sunburst, auf deren Kopfplatte trotz der Marke „Haar“ ein Fender-Aufkleber klebt. Außerdem spielt Freischlader Stratocaster-Modelle der Marke Fender, gelegentlich auch Fender Telecasters (so auf dem Album Rorymania mit Richie Arndt & the Bluenatics) oder eine rote Gibson ES-335, die er auf dem Album der Gruppe 5live ausschließlich spielt. Zudem besitzt er einige Gibson Les Pauls und spielt sie auf Tour. Selten spielt Freischlader Akustikgitarren der Marken Ovation und Martin. Henrik Freischlader baut wenige Effektgeräte in sein Spiel ein, etwa den Holy Grail, ein Hallgerät der Marke Electro-Harmonix, verschiedene Modelle der Tubescreamer-Serie von Ibanez und Wah-Wah-Pedale von Vox. Außerdem verwendet Freischlader Kabel der Marke George L und Saiten der Marke D’Addario NYXL (Stärke .010–.052).

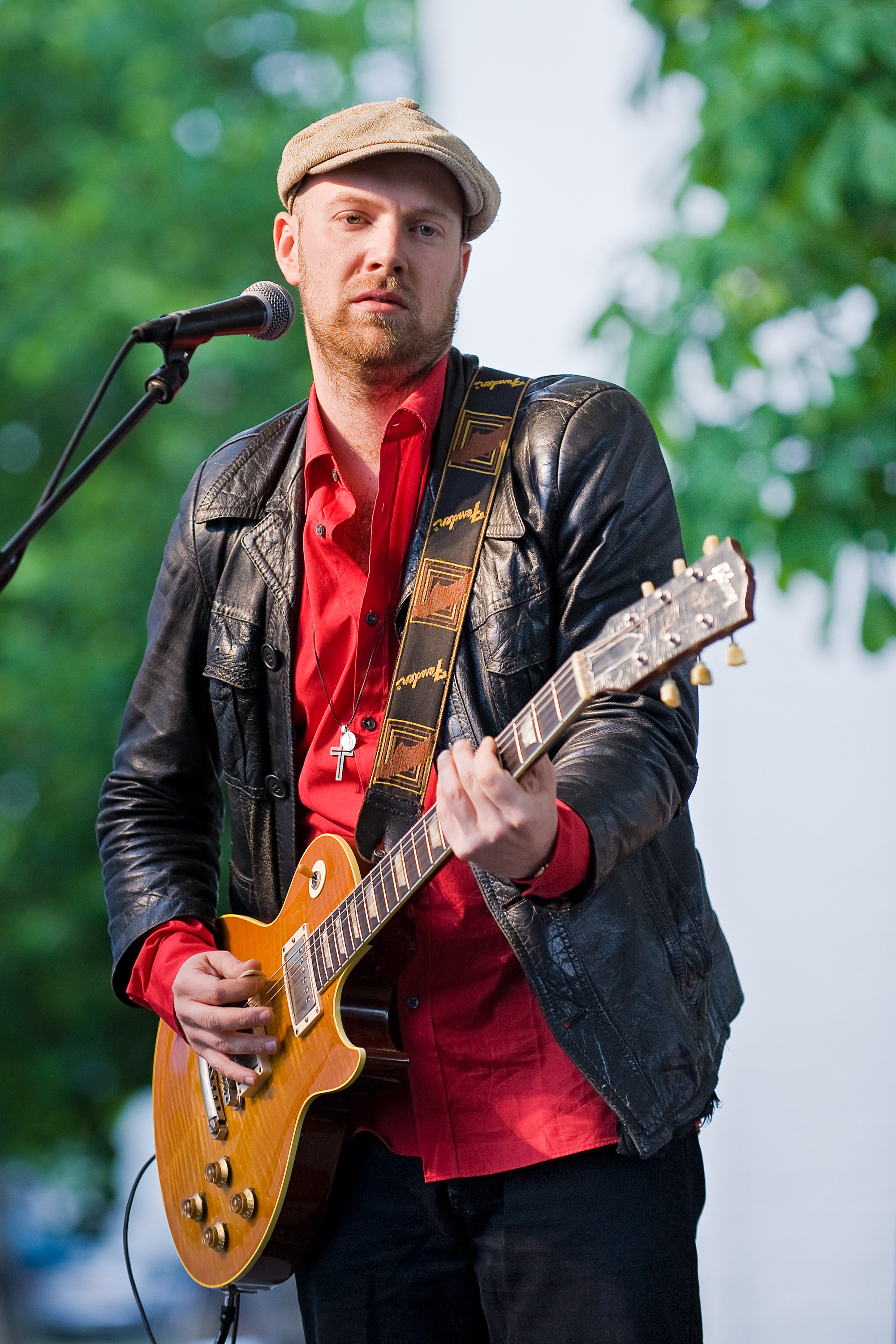
Henrik Freischlader live in Saarbrücken (2009)

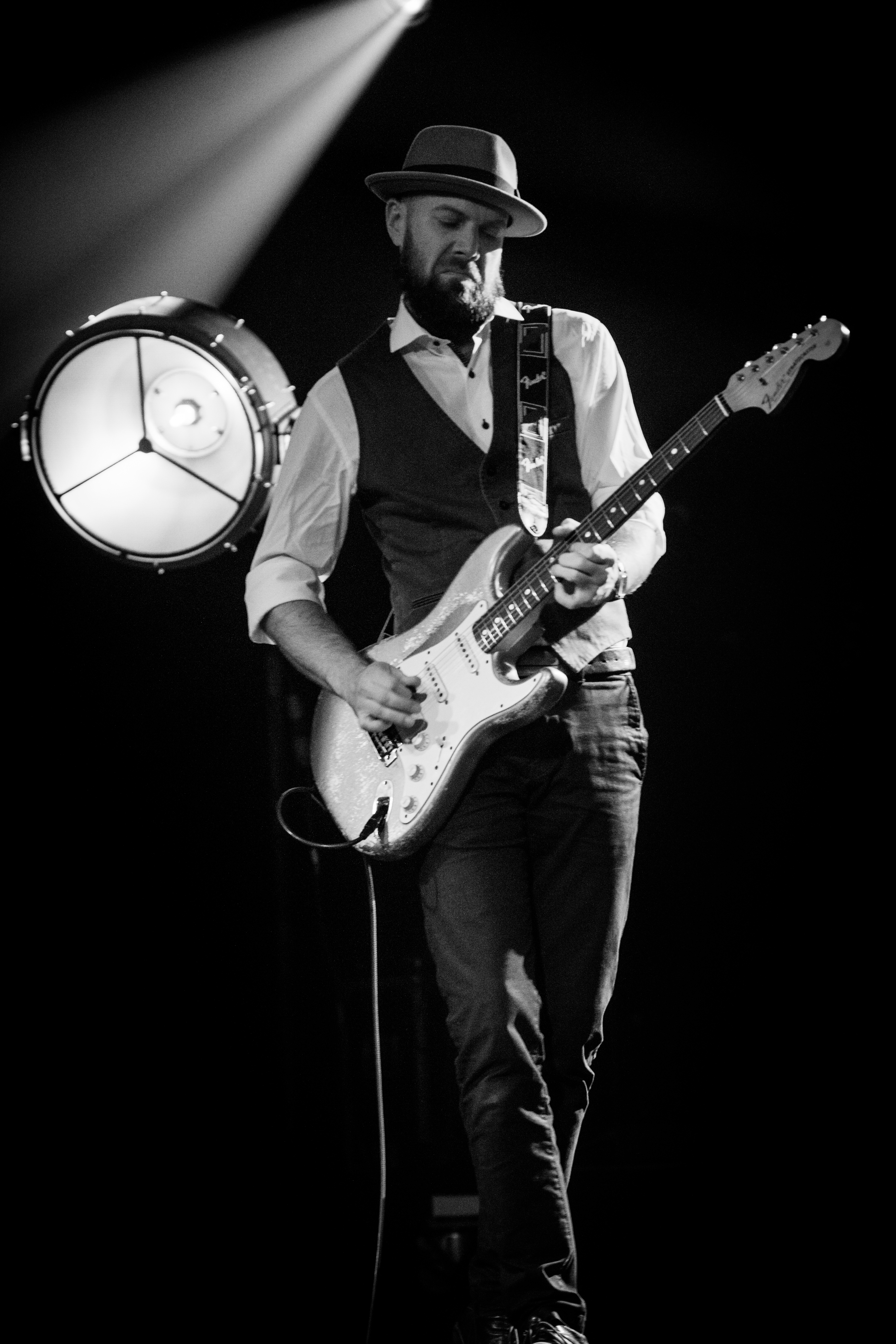
Henrik Freischlader live bei den Leverkusener Jazztagen 2016

## Diskografie

### Soloalben
- 2009: Recorded by Martin Meinschäfer (Freischladers 3. Studioalbum – erschienen als Doppel-LP CCR 0311-33, als CD CCR 0311-33 sowie als limitierte und nummerierte MC CCR 0311-33 auf Cable Car Records)
- 2011: Still Frame Replay (Freischladers 4. Studioalbum – erschienen als Doppel-LP CCR 0311-35 und als CD CCR 0311-35 auf Cable Car Records)
- 2013: Night Train to Budapest (Freischladers 6. Studioalbum – erschienen als Doppel-LP CCR 0311-42-LP und als CD CCR 0311-42 auf Cable Car Records)
- 2017: Blues for Gary (Freischladers 8. Studioalbum – erschienen als Doppel-LP CCR 0311-49-LP und als CD CCR 0311-49 auf Cable Car Records, Gary Moore-Tributealbum)
- 2022: Recorded by Martin Meinschäfer II (Freischladers 11. Studioalbum – erschienen als Doppel-LP CCR 0311-55-LP und als CD CCR 0311-55 auf Cable Car Records)

### Mit der Henrik Freischlader Band
- 2006: The Blues (Freischladers 1. Studioalbum – erschienen als CD PEC 2008-2 auf Pepper Cake/ZYX Music – als Doppel-LP wiederveröffentlicht in 2012)
- 2007: Get Closer (Freischladers 2. Studioalbum – erschienen als CD PEC 2019-2 auf Pepper Cake/ZYX Music – als Doppel-LP wiederveröffentlicht in 2012)
- 2008: Henrik Freischlader Band LIVE (Freischladers 1. Livealbum – erschienen als Dreifach-CD PEC 2047-2 auf Pepper Cake/ZYX Music)
- 2008: 5 LIVE in the kitchen (erschienen als CD sowie als LP Vinyl 180 gr. mit CD,  Kooperation mit Leo Gehl und dem Deutschlandfunk, Eigenvertrieb)
- 2010: Tour 2010 Live (Freischladers 2. Livealbum – erschienen als Doppel-CD CCR 0311-34 auf Cable Car Records)
- 2012: The Soul of HFB – Funk ’n’ Blues & Ballads (erschienen als Doppel-CD PEC 2081-2 und Doppel-LP PEC 2081-1; Kompilation mit Titeln der ersten drei Henrik-Freischlader-Band-CDs The Blues, Get Closer und Henrik Freischlader Band LIVE; Pepper Cake/ZYX Music)
- 2012: House in the Woods (Freischladers 5. Studioalbum – erschienen als LP CCR 0311-39-LP und als CD CCR 0311-39 auf Cable Car Records)
- 2012: Show No. 47 (erschienen als Doppel-DVD CCR 0311-38 auf Cable Car Records)
- 2013: Live in Concerts (Show No. 47/2011 & Show No. 27/2012) (Freischladers 3. Livealbum – erschienen als 4-CD-Box CCR 0311-40 auf Cable Car Records)
- 2015: Live 2014 – Night Train to Budapest Farewell Tour (Freischladers 4. Livealbum – erschienen als CD CCR 0311-45 auf Cable Car Records)
- 2018: Who 33 (Freischladers 5. Livealbum – erschienen als limitierte Doppel-LP CCR 0311-WHO-33 auf Cable Car Records)
- 2018: Hands On The Puzzle (Freischladers 9. Studioalbum – erschienen als Doppel-LP CCR 0311-51-LP und als CD CCR 0311-51 auf Cable Car Records)
- 2019: Live 2019 (Freischladers 6. Livealbum – erschienen als Dreifach-LP CCR 0311-53-LP und als CD CCR 0311-53 auf Cable Car Records)
- 2020: Missing Pieces (Freischladers 10. Studioalbum – erschienen als Doppel-LP CCR 0311-54-LP und als CD CCR 0311-54 auf Cable Car Records)
- 2023: Little Big Beat – Studio Live Session (Freischladers 7. Livealbum – erschienen als Doppel-LP V136 und als Doppel-CD auf LoEnd Records)

### Mit dem Henrik Freischlader Trio
- 2016: Openness (Freischladers 7. Studioalbum – erschienen als Doppel-LP CCR 0311-47-LP und als CD CCR 0311-47 auf Cable Car Records)

## Preise und Auszeichnungen
- 2017: German Blues Awards 2017 (Kategorie Tonträger) mit dem Henrik Freischlader Trio, für das Album „Openness“[4]